# Antonella Rendina
Antonella Rendina (Roma, 13 luglio 1956 – Roma, 23 dicembre 2006) è stata una doppiatrice italiana.

## Biografia
Al cinema ha doppiato Nicole Kidman nei film Malice - Il sospetto e The Peacemaker, Patricia Arquette in L’agente segreto e Strade perdute di David Lynch, Bridget Fonda in Desideri smarriti e Miss Magic, ma anche Meg Ryan in Genio per amore, Joan Cusack in School of Rock, Jennifer Lopez in Jack e Sophie Marceau in Eloise, la figlia di D'Artagnan.
Tra i cartoni, è stata la voce narrante delle due serie del cartone giapponese Guru Guru, ed annovera partecipazioni in numerose altre serie, da Mademoiselle Anne e Lo strano mondo di Minù a Hey Arnold e Doug.
È morta il 23 dicembre 2006 all'età di 50 anni a causa di una malattia.

## Doppiaggio

### Film
- Dina Spybey in La casa dei fantasmi
- Nicole Kidman in Malice - Il sospetto, The Peacemaker
- Patricia Arquette in Ed Wood, L'agente segreto, Strade perdute
- Bridget Fonda in Desideri smarriti, Miss Magic
- Meg Ryan in Genio per amore
- Joan Cusack in School of Rock
- Jennifer Lopez in Jack
- Sophie Marceau in Eloise, la figlia di D'Artagnan
- Jodi Benson in Flubber - Un professore tra le nuvole
- Vanessa Marcil in The Rock
- Shelby Lynne in Quando l'amore brucia l'anima - Walk the Line
- Amy Brenneman in Paura
- Penelope Ann Miller in L'uomo ombra
- Frances McDormand in Darkman
- Kerry Fox in Piccoli omicidi tra amici
- Song Dandan in La foresta dei pugnali volanti

### Telefilm
- Patricia Wettig in Alias

### Telenovelas
- Andrea del Boca in Andrea Celeste, Señorita Andrea
- Edith González in Anche i ricchi piangono
- Lidia Brondi in Happy End
- Bia Seidl in Vite rubate
- Paola Morelli in Cuore di pietra

### Animazione

#### Film
- L'unicorno in L'ultimo unicorno
- Miriam in Il principe d'Egitto
- Gypsy in A Bug's Life - Megaminimondo
- Prudence in Cenerentola II - Quando i sogni diventano realtà e Cenerentola - Il gioco del destino
- Tina in Chicken Little - Amici per le penne
- Birdwell in Le follie di Kronk
- Hildegard in La principessa sul pisello

#### Serie televisive
- Voce narrante in Guru Guru - Il girotondo della magia e Guru Guru - Il batticuore della magia
- Jeanette e Yattaman 2 (2ª voce) e Robbie Robbie (2ª voce) in Yattaman
- Yuki adulta in Master Mosquiton
- Liulai ne Lo strano mondo di Minù
- Elroy Jetson (2° voce) in I pronipoti
- Miriam Pataki in Hey, Arnold!
- Evelyn (2^ vers. italiana) in Jenny la tennista
- Grande Volontà in Excel Saga

### Videogiochi
- Dory in Alla ricerca di Nemo[2]
- Gipsy in A Bug's Life[3]

## Teatro
- My Fair Lady di Massimo Romeo Piparo
- La signora Papillon di Stefano Benni, nel ruolo di Marie Luise